# Internazionali di Tennis di Baviera 1988
Gli Internazionali di Tennis di Baviera 1988 sono stati un torneo di tennis giocato sulla terra rossa. È stata la 73ª edizione del BMW Open, facente parte del Nabisco Grand Prix 1988. Si è giocato a Monaco di Baviera in Germania, dal 2 all'8 maggio 1988.

## Campioni

### Singolare
Guillermo Pérez Roldán ha battuto in finale  Jonas Svensson con il punteggio di 7–5, 6–3

### Doppio
Rick Leach /  Jim Pugh hanno battuto in finale  Alberto Mancini /  Christian Miniussi  7–6, 6–1